# Тројеглава
Тројеглава је насељено место у општини Дежановац, у западној Славонији, Република Хрватска.

## Историја
Место се 1885. године налазило у Пакрачком изборном срезу за црквено-народни сабор у Карловцима. У њему је тада пописано 599 православаца.
До територијалне реорганизације у Хрватској насеље се налазило у саставу бивше велике општине Дарувар.

## Становништво
На попису становништва 2011. године, Тројеглава је имала 254 становника.
По попису из 2001. године село је имало 304 становника.
| Националност       | 1991.        | 1981.        | 1971.        | 1961.        |
| Срби               | 152 (36,89%) | 138 (30,26%) | 164 (29,12%) | 256 (35,90%) |
| Хрвати             | 62 (15,04%)  | 50 (10,96%)  | 87 (15,45%)  | 87 (12,20%)  |
| Југословени        | 20 (4,85%)   | 80 (17,54%)  | 44 (7,81%)   | 1 (0,14%)    |
| остали и непознато | 178 (43,20%) | 188 (41,22%) | 268 (47,60%) | 369 (51,75%) |
| Укупно             | 412          | 456          | 563          | 713          |

## Попис 1991.
На попису становништва 1991. године, насељено место Тројеглава је имало 412 становника, следећег националног састава:
| Попис 1991.‍  | Попис 1991.‍  | Попис 1991.‍ | Попис 1991.‍ | Попис 1991.‍ |
| ------------ | ------------ | ----------- | ----------- | ----------- |
|              |              |             |             |             |
| Срби         | Срби         |             | 152         | 36,89%      |
| Чеси         | Чеси         |             | 119         | 28,88%      |
| Хрвати       | Хрвати       |             | 62          | 15,04%      |
| Мађари       | Мађари       |             | 41          | 9,95%       |
| Југословени  | Југословени  |             | 20          | 4,85%       |
| Италијани    | Италијани    |             | 7           | 1,69%       |
| Немци        | Немци        |             | 2           | 0,48%       |
| Словаци      | Словаци      |             | 1           | 0,24%       |
| неопредељени | неопредељени |             | 1           | 0,24%       |
| непознато    | непознато    |             | 7           | 1,69%       |
| укупно: 412  |              |             |             |             |

## Аустроугарски попис 1910.
На попису 1910. године насеље Тројеглава је имало 820 становника, следећег националног састава:
- укупно: 820
- Чеси — 300 (36,58%)
- Мађари — 213 (25,97%)
- Срби — 149 (18,17%)
- Хрвати — 98 (11,95%)
- Немци — 60 (7,31%)